# Спокойно, Скуби-Ду!
„Спокойно, Скуби-Ду!“ (на английски: Be Cool, Scooby-Doo!) е американски анимационен телевизионен сериал, продуциран от Warner Bros. Animation и е дванадесетото въплъщение от дълго излъчваната анимация на Хана-Барбера – „Скуби-Ду“.
Сериалът е обявен през 2014 г., за да се излъчи премиерно по Cartoon Network. Въпреки това, през 2015 г. е обявено, че сериалът ще се излъчи по Boomerang и новините по-късно са повтърдени на 29 юни 2015 г. Оригинално е насрочен да се излъчи по Boomerang, но вместо това, премиерата на сериала се излъчи по Cartoon Network на 5 октомври 2015 г. На 7 март 2017 г., е обявено, че неизлъчените епизоди ще са пуснати в стрийминг услугата на Boomerang за видео по поръчка. Последните осем епизода са излъчени премиерно по телевизионния канал Boomerang през март 2018 г. и са добавени в стрийминг услугата за Boomerang на 26 септември 2018 г.

## Озвучаващ състав
| Изпълнител   | Роля                 |
| ------------ | -------------------- |
| Франк Уелкър | Скуби-Ду Фред Джоунс |
| Матю Лилард  | Шаги Роджърс         |
| Грей Грифин  | Дафни Блейк          |
| Кейт Микучи  | Велма Динкли         |

## В България
В България сериалът е излъчен по Картун Нетуърк и Бумеранг.
На 8 март 2022 г. всички епизоди са достъпни в HBO Max.
Нахсинхронен дублаж
| Роля         | Изпълнител     |
| ------------ | -------------- |
| Скуби-Ду     | Георги Спасов  |
| Шаги Роджърс | Георги Стоянов |
| Фред         | Кирил Бояджиев |
| Дафни        | Златина Тасева |
| Велма        | Татяна Етимова |